# Micropsectra hidakabecea
Micropsectra hidakabecea är en tvåvingeart som beskrevs av Sasa och Suzuki 2000. Micropsectra hidakabecea ingår i släktet Micropsectra och familjen fjädermyggor. Inga underarter finns listade i Catalogue of Life.